# Герб Алкасера-ду-Сала
Ге́рб Алкасе́ра-ду-Са́ла — офіційний символ міста Алкасер-ду-Сал, Португалія. Використовується як територіальний герб. У золотому щиті чорна гора із зеленою травою, на якій височіє червоний замок із трьома вежами, золотими вікнами і брамами. На центральній вежі висить стародавній малий герб Португалії. Обабіч замку розташовані два червоні Яківські хрести. Гора стоїть у морі, зображеному шістьма хвилястими смугами — трьома срібними і трьома синіми. У морі пливе золота каравела зі срібними вітрилами. Щит увінчує срібна мурована міська корона з п'ятьма вежами.  Під щитом біла стрічка, на якій великими літерами напис португальською: «Alcácer do Sal» (Алкасер-ду-Сал).  Офіційно затверджений 12 липня 1997 року. Створений на основі попереднього містечкового герба, ухваленого 6 травня 1936 року. 

## Галерея

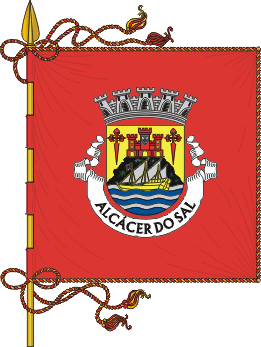
Прапор